# 陳道
陳道（1436年—？），字德脩，直隸鳳陽府盱眙縣人，明朝政治人物。同進士出身。

## 生平
應天府鄉試第一百三十二名。天順八年（1464年）甲申科會試第五十三名，殿試登三甲第五十四名進士。由南京刑部郎中出官浙江金華府知府。

## 家族
曾祖陳以仁。祖父陳天福。父陳榮。